# Micromorphologie
La micromorphologie est une discipline annexe à la pédologie, qui étudie l'organisation microscopique des sédiments meubles ou des roches altérées, et l'éventuelle évolution de ces sédiments meubles et de leur contenu anthropique (os, dents, charbons). Le spécialiste de ce domaine est un micromorphologue.

## Étapes d'une étude micromorphologique
Les différentes étapes d'une étude micromorphologique sont : 
- les prélèvements ;
- l'imprégnation ;
- l'induration ;
- le montage ;
- l'observation ;
- la restitution des résultats.

## Technique

Les différentes phases qui peuvent être reconnues dans un agrégat de sol archéologique observé en lame-mince micromorphologique, vue au microscope polarisant en lumière polarisée, analysée et réfléchie (LPR)

### Phase de terrain
Des blocs de sédiments non perturbés et orientés sont prélevés à l'aide de bandes plâtrées dans les profils pédologiques, les coupes stratigraphiques ou les structures archéologiques.

### Phase de laboratoire
Pour pouvoir étudier ces sédiments, La fabrication d'une lame mince de grand format est nécessaire, impliquant différentes étapes. Les blocs sont préalablement séchés, puis imprégnés par une résine transparente fluide le plus souvent de type polyester. Après polymérisation de cette résine (selon la résine, l'échantillon, la température, de 48 heures à 1 mois), les échantillons indurés sont sciés afin d'en extraire une plaquette. Celle-ci est ensuite collée sur une plaque de verre, sa surface se voyant rectifiée (aplanie) puis de nouveau collé sur un verre lui-même rectifié. Cette plaquette, désormais parfaitement collée, est de nouveau rectifiée et son épaisseur finale sera atteinte lors de l'étape de finition, à la main, à l'aide de carbure de silicium. Le résultat final est une lame mince d'environ 30 à 35 microns d'épaisseur, validée par observation microscopique en lumière polarisée/analysée. La fabrication de cette lame mince suit donc en très grande partie les étapes de la fabrication d'une lame mince classique de pétrographie, si ce n'est pour son format, qui peut atteindre jusque 65 x 130 mm afin d'observer des grandes structures et des variations internes au sédiment.
L'observation macroscopique est réalisée à l’œil nu. L'observation mésoscopique et microscopique s'effectue principalement à l'aide d'un microscope polarisant. La lumière analysée permet de déterminer les différents minéraux présents.

### Résultats
L'observation au microscope permet d'obtenir des renseignements sur la microstructure du sédiment, sur les caractéristiques des minéraux et des autres constituants. Ces informations permettent d'appréhender les processus de formation des dépôts sédimentaires, leur évolution dans le temps, mais aussi de reconnaître d'éventuels traits pédosédimentaires résultant de l’anthropisation des sédiments.

## Applications
La géoarchéologie utilise la micromorphologie pour appréhender les unités stratigraphiques de façon fine. Cette discipline permet de changer d'échelle et d'observer des subdivisions dans les unités stratigraphiques, que l'on peut nommer unités microstratigraphiques (UMS). Cette méthode peut être appliquée sur n'importe quelle période, qu'elle soit préhistorique ou historique.
En archéologie, cette discipline peut permettre de définir l'anthropisation des sols, notamment lorsqu'une occupation n'est pas forcément évidente. Le sédiment, sur les sites archéologiques, se définit alors comme un vestige archéologique à part entière, pouvant donner autant, si ce n'est plus, d'informations que des vestiges plus classiques (céramique, silex, charbons, etc.). La micromorphologie fournit ainsi « des informations sur la vie rurale (types d'occupation des sols, techniques de travail, effets de l'occupation humaine sur le milieu…) ».